# VascoNonStop Live 2019
Il VascoNonStop Live 2019 è stato un tour del cantante italiano Vasco Rossi tenutosi tra i mesi di maggio e giugno 2019, con una data zero organizzata a Lignano Sabbiadoro il 27 maggio, preceduta da un sound-check il 26 maggio.

## Concerti
| Data              | Città              | Luogo                  | Biglietti venduti / Biglietti disponibili | Note                                     |
| ----------------- | ------------------ | ---------------------- | ----------------------------------------- | ---------------------------------------- |
| 26 maggio 2019    | Lignano Sabbiadoro | Stadio Guido Teghil    | 11.216                                    | Soundcheck per gli iscritti al fans club |
| 27 maggio 2019    | Lignano Sabbiadoro | Stadio Guido Teghil    | 27.000 / 27.000                           | Data zero                                |
| 1 giugno 2019     | Milano             | Stadio Giuseppe Meazza | 56.497 / 56.760                           |                                          |
| 2 giugno 2019     | Milano             | Stadio Giuseppe Meazza | 56.479 / 56.760                           |                                          |
| 6 giugno 2019     | Milano             | Stadio Giuseppe Meazza | 56.702 / 56.760                           |                                          |
| 7 giugno 2019     | Milano             | Stadio Giuseppe Meazza | 56.748 / 56.760                           |                                          |
| 11 giugno 2019    | Milano             | Stadio Giuseppe Meazza | 56.729 / 56.760                           |                                          |
| 12 giugno 2019    | Milano             | Stadio Giuseppe Meazza | 56.760 / 56.760                           |                                          |
| 18 giugno 2019    | Cagliari           | Fiera di Cagliari      | 33.000 / 33.500                           |                                          |
| 19 giugno 2019    | Cagliari           | Fiera di Cagliari      | 29.500 / 33.500                           |                                          |
| TOTALE SPETTATORI | TOTALE SPETTATORI  | TOTALE SPETTATORI      | 429,415 / 434,560                         | 429,415 / 434,560                        |

## Scaletta
1. Intro 2019
2. Qui si fa la storia
3. Mi si escludeva
4. Buoni o cattivi
5. La verità
6. Quante volte
7. Cosa succede in città
8. Cosa vuoi da me
9. Vivere o niente
10. Fegato, fegato spappolato
11. Asilo Republic
12. La fine del millennio
13. Ormai è tardi
14. Interludio 2019
15. Echo lake
16. Portatemi Dio
17. Gli spari sopra
18. C'è chi dice no
19. Se è vero o no
20. Io no
21. Domenica lunatica
22. Ti taglio la gola
23. Rewind
24. Delusa
25. Vivere
26. La nostra relazione
27. Tango della gelosia
28. Senza parole
29. Sally
30. Un senso
31. Siamo solo noi
32. Vita spericolata
33. Canzone
34. Albachiara